# 多枝龙胆
多枝龙胆（学名：Gentiana myrioclada）是龙胆科龙胆属的植物，为中国的特有植物。分布在中国大陆的四川等地，生长于海拔2,000米至2,500米的地区，多生在山坡，目前尚未由人工引种栽培。